# Люцифер
Люцифе́р (лат. Lucifer — «светоносный»; от lux — «свет», и fero — «несу») — в римской мифологии персонификация утренней звезды — планеты Венера.
Соответствует древнегреческому Фосфору и древнеславянской Деннице.
С позднего Средневековья в христианстве — синоним падшего ангела, отождествляемого с сатаной и дьяволом.

## Древнее название планеты Венера

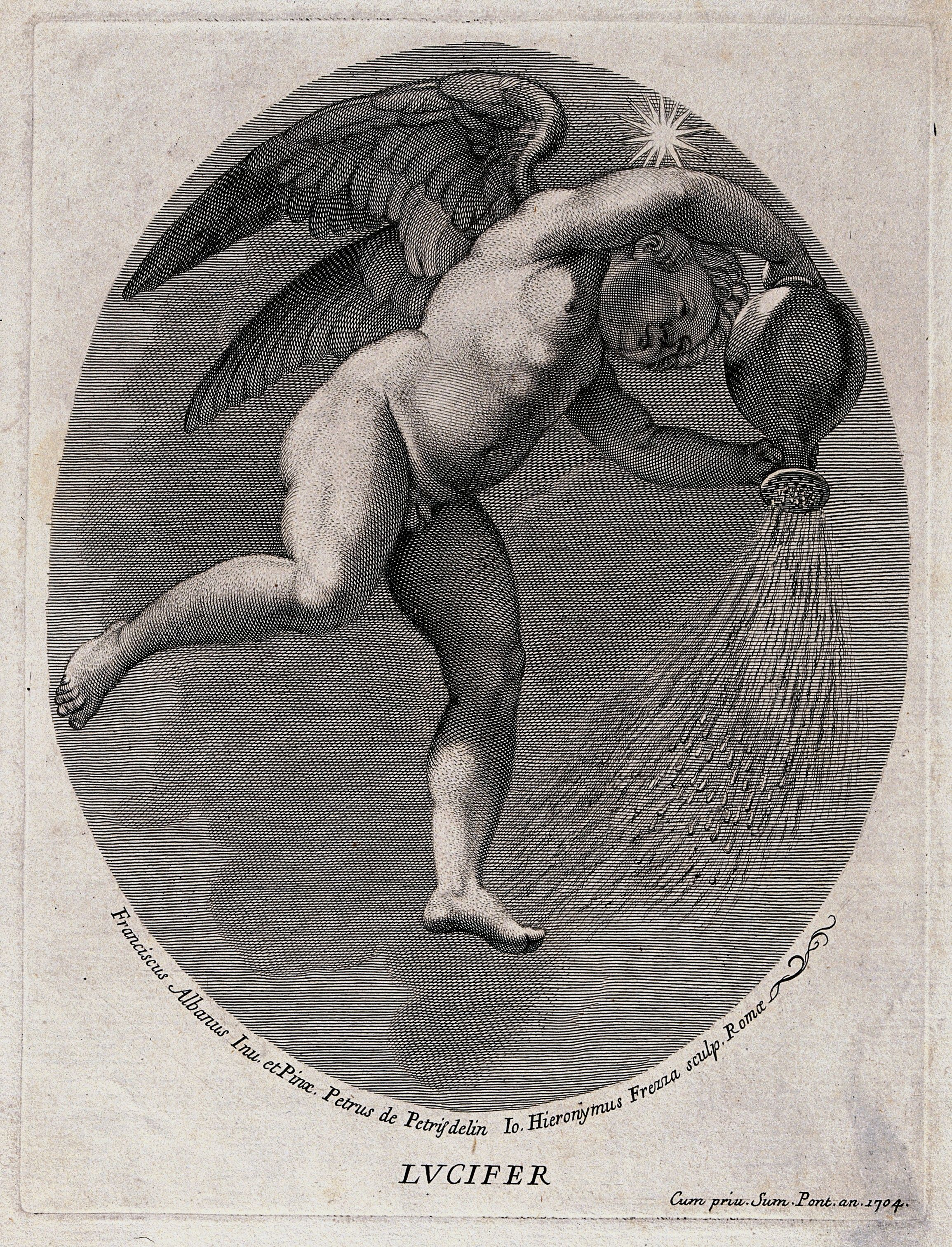
Люцифер, льющий свет из сосуда. Гравюра Г. Х. Фрезза, 1704 г.

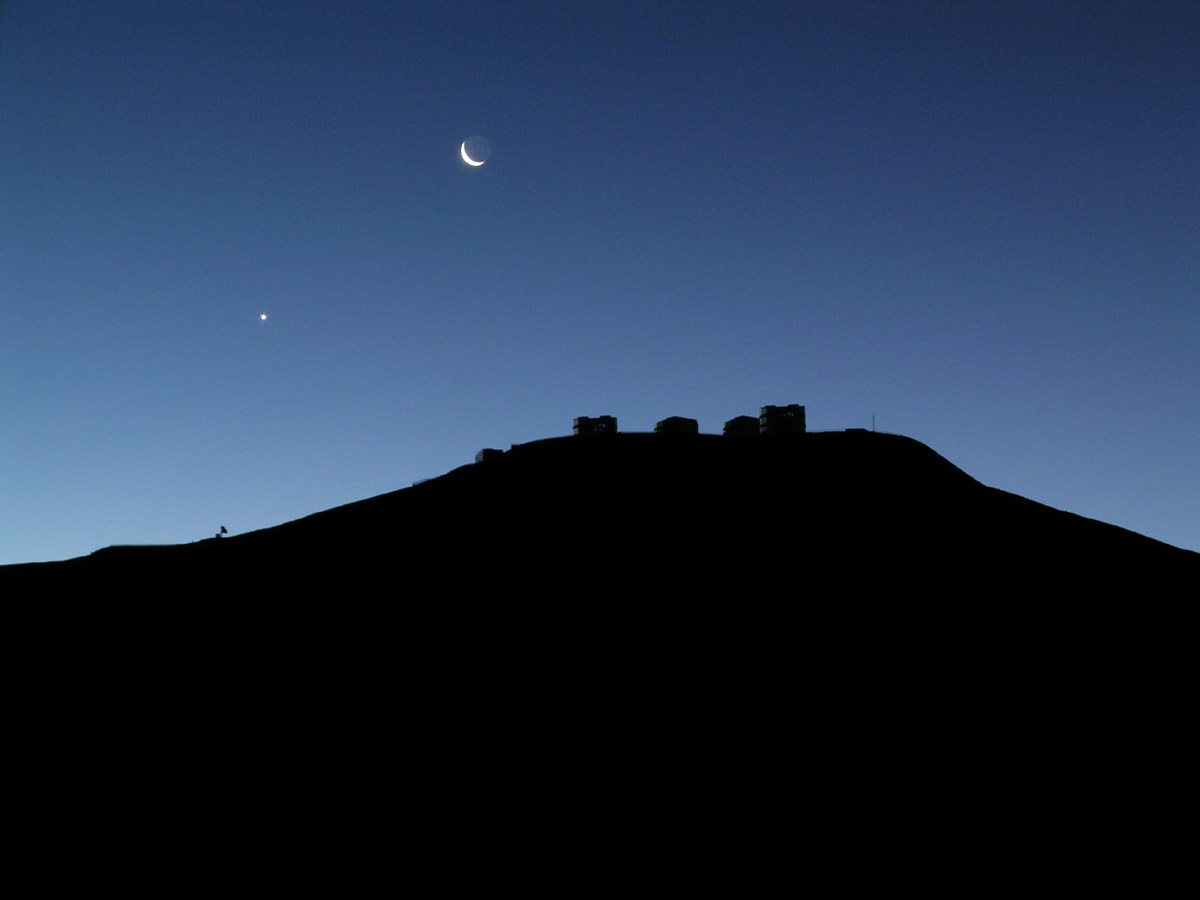
«Утренняя звезда» и месяц

Слово Lucifer состоит из латинских корней lux («свет») и fero («несу»).
Древние римляне словом «Венера» называли одну из богинь. Планету Венера, которая видима только во время утренней или вечерней зари, древние римляне считали двумя разными планетами. Соответственно, «утреннюю звезду» называли Люцифером (греч. Фосфор — «светоносец» или Эосфор — «зареносец», в зависимости от того, всходила она перед Солнцем или после него), тогда как «вечернюю звезду» — Веспер (греч. Геспер).
Люцифер часто изображался в поэзии и у мифографов как предвестник рассвета.
Овидий считал Люцифера сыном Авроры (греч. Эос).
Во втором веке мифограф Псевдо-Гигин писал о Венере:

Четвёртая звезда — это Венера, называемая Люцифером. Некоторые утверждают, что это звезда Юноны. Во многих описаниях говорится, что она также называется Геспером. Кажется, это самая большая из всех звёзд. Некоторые считают, что он является сыном Авроры и Кефала, который превзошёл многих в красоте настолько, что даже соперничал с Венерой, и, как говорит Эратосфен, по этой причине его [Люцифера] называют звездой Венеры. Она видна как на рассвете, так и на закате, и поэтому правильно называть и как Люцифер, и как Геспер.— Псевдо-Гигин, Астрономия, 42.4
Упоминания у Вергилия:

Той порой Люцифер взошёл над вершинами Иды, день выводя за собой.

…

Блещет в ночи Люцифер, больше всех любимый Венерой [богиней],

Лик свой являя святой и с неба тьму прогоняя.— Энеида, кн. 2, 801. 8, 590. Пер. С. А. Ошерова
Петь так начал Дамон, к стволу прислонившись оливы:

«О, народись, Светоносец [Lucifer], и день приведи благодатный!»— Буколики, VIII, 16—17. Пер. С. В. Шервинского

## В христианстве
В раннем христианстве слово «утренняя звезда» (и его разноязычные синонимы, такие как люцифер, эосфор, денница) использовалось как прославляющий эпитет.
В Позднем Средневековье «Люцифер» и «сатана» становятся равнозначными понятиями. Это произошло вследствие аллегорического трактования стиха 14:12 Книги пророка Исаии, где под сравнением вавилонского царя с утренней звездой стал подразумеваться сатана.

### В раннем христианстве
В Откровении Иоанна Богослова «утренняя звезда» была эпитетом Иисуса Христа:

Я, Иисус, послал Ангела Моего засвидетельствовать вам сие в церквах. Я есмь корень и потомок Давида, звезда светлая и утренняя.— Отк. 22:16
Упоминание слова во Втором послании Петра трактуется как «свет, который сияет в душе каждого верующего и ободряет его к терпеливому ожиданию полного дня света и радости»:

И притом мы имеем вернейшее пророческое слово; и вы хорошо делаете, что обращаетесь к нему, как к светильнику, сияющему в темном месте, доколе не начнет рассветать день и не взойдет утренняя звезда в сердцах ваших.— 2Пет. 1:19
Византийская церковная поэзия уподобляет деву Марию «звезде, являющей солнце» («Акафист богородице», VI или VII век).
Святитель Григорий Богослов в IV веке писал о своём брате, святом Кесарии:

О, Кесарий мой — досточтимое имя — как утренняя звезда блистал ты тогда при дворе царском, занимая первое место по мудрости и кроткому нраву, имея у себя многих сильных друзей и товарищей.
— Григорий Богослов. Стихи о самом себе, в которых св. Богослов скрытным образом поощряет и нас к жизни во Христе. Гл. 13
Иероним Стридонский в V веке в переводе Вульгаты использует латинское слово lucifer для обозначения «утренней звезды» и как метафору. Слово было написано со строчной буквы, а не с заглавной Lucifer как имя собственное. Создатель Вульгаты использовал это слово и в других фрагментах Писания, даже во множественном числе.
Эпитет lucifer применяется к Иисусу в праздничных гимнах Exsultet и в гимне Илария Пиктавийского, содержащем фразу: «Tu verus mundi lucifer» («Ты — истинный светоносец мира»).

### Книга Исаии
В стихе 14:12 книги пророка Исаии приводятся слова, осуждающие царя Вавилона, с использованием слова «люцифер» как эпитета. Некоторые христианские писатели связали слово «Люцифер» этого стиха с дьяволом, что стало источником популярного мотива о падшем ангеле и низвержения сатаны с небес на землю.
В иудейском оригинале использовано слово הֵילֵל בֶּן-שָׁחַר‎ («блистающий сын Шахара», в значении «сияющий, сын утра»). Это обращение относится к планете Венера как к утренней звезде, и обычно так и переводится с иврита. Также конкорданция Стронга трактует оригинальное слово иврита как «сияющий, носитель света, утренняя звезда — Люцифер».
В Септуагинте слово הֵילֵל‎ переведено на греческий язык как ἐωσφόρος, название «утренней звезды» со строчной буквы.
Слово переведено в церковнославянских переводах как «денница, восходящая заутро» и в синодальном переводе как «денница, сын зари»:

Как упал ты с неба, денница, сын зари! Разбился о землю, попиравший народы.— Ис. 14:12
Для понимания контекста стиха необходимо взглянуть на главу 14, в которой встречается фраза «Люцифер» или «утренняя звезда». Она содержит пророчество о смерти вавилонского царя, угнетающего евреев, начинаясь со слов:

И будет в тот день: когда Господь устроит тебя [дом Израиля] от скорби твоей и от страха и от тяжкого рабства, которому ты порабощен был, ты произнесешь победную песнь на царя Вавилонского и скажешь: как не стало мучителя, пресеклось грабительство!— Ис. 14:3—4
Далее, в саркастическом стиле, царь сравнивается с «утренней звездой», чем отмечается его высокое политическое значение:

Как упал ты с неба, денница, сын зари! разбился о землю, попиравший народы. 

А говорил в сердце своем: «взойду на небо, выше звезд Божиих вознесу престол мой и сяду на горе́ в сонме богов, на краю севера [гора Джебели-Акра]; взойду на высоты облачные, буду подобен Всевышнему». 

Но ты низвержен в ад, в глубины преисподней. 

Видящие тебя всматриваются в тебя, размышляют о тебе: «тот ли это человек, который колебал землю, потрясал царства, вселенную сделал пустынею и разрушал города её, пленников своих не отпускал домой?». 

Все цари народов, все лежат с честью, каждый в своей усыпальнице; а ты повержен вне гробницы своей, как презренная ветвь, как одежда убитых, сраженных мечом, которых опускают в каменные рвы, — ты, как попираемый труп, не соединишься с ними в могиле; ибо ты разорил землю твою, убил народ твой: во веки не помянется племя злодеев.
— Ис. 14:12—20
Для неназванного «царя Вавилона» был предложен широкий спектр отождествлений. Они включают правящего современника пророка Исаии, таковым был царь Ахаз, упоминаемый в этой (14:24–28) и в других главах Исаии, лояльный Ассирии и ведший враждебную иудаизму религиозную политику, и умерший в этот год ассирийский царь Тиглат-Пилезер. Также включают более позднего Навуходоносора II, под которым начался вавилонский плен евреев, Набонида, Валтасара (последний правитель Вавилона, сын и соправитель Набонида, по Библии — Навуходоносора), ассирийских царей: Тиглат-Пилезера, Саргона II и Сеннахирима. В стихах 18—20 говорится, что этот царь Вавилона не будет похоронен достойно другим царям, что некоторые исследователи тоже интерпретируют как указание на Навуходоносора II.
Есть мнение, что «царь Вавилона» был не конкретным правителем, а собирательным образом всех вавилоно-ассирийских правителей. А также, что пророчество говорит об отдалённом от жизни пророка времени.

### Как Сатана или Дьявол

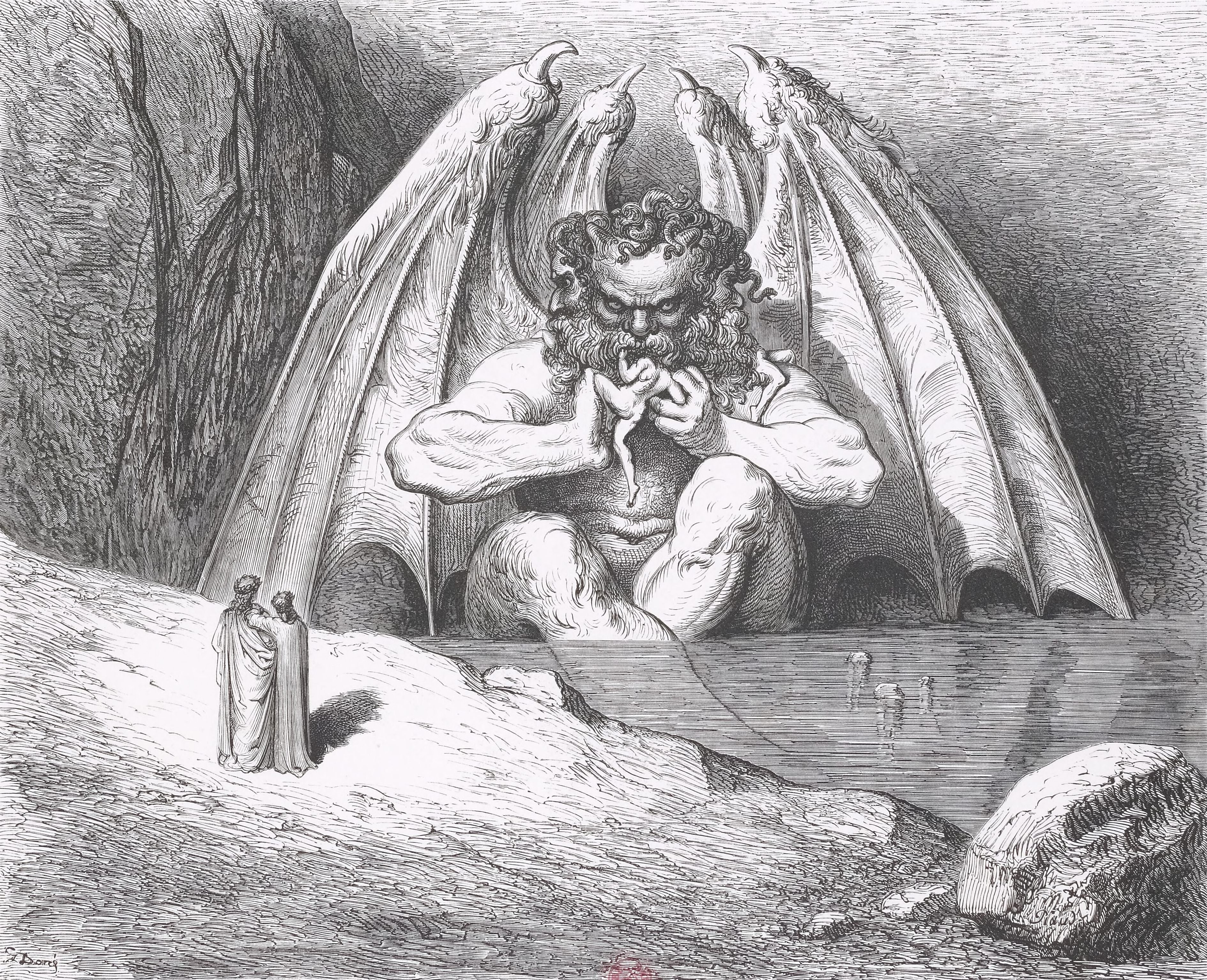
Г. Доре. Люцифер

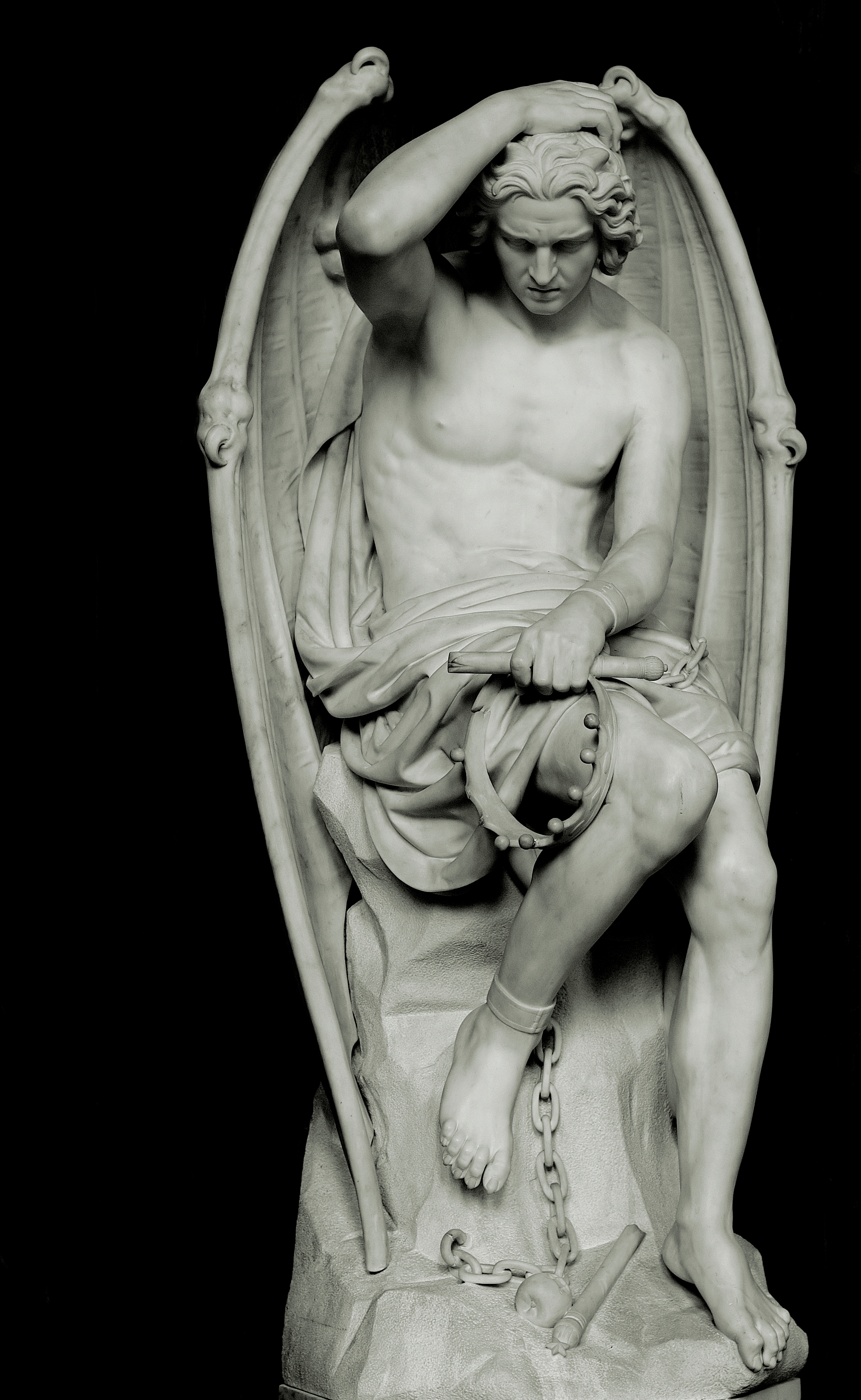
Статуя Люцифера в Льеже, Бельгия

Ассоциация стиха 14:12 книги пророка Исаии с персонификацией зла, названной дьяволом, развивалась вне основного талмудического иудаизма, отвергающего веру в мятежных или падших ангелов. Происходило это в псевдоэпиграфике и христианских писаниях, особенно в апокалиптической литературе.
Ориген в III веке истолковал эти стихи Ветхого Завета как описывающие дьявола; но, поскольку он писал на греческом, а не на латыни, он не отождествлял дьявола с именем «Люцифер». В то же время, Ориген применял это слово к Иоанну Крестителю, говоря, что тот предвозвещает Христа, как утренняя звезда предвозвещает Солнце. В том же веке, Тертуллиан, писавший на латыни, трактовал стих «взойду на высоты облачные, буду подобен Всевышнему» (Ис. 14:14) как слова дьявола и связывал с падением с неба сатаны, но «Люцифер» не входил в число многочисленных имён и фраз, которые он использовал для описания дьявола. Даже в IV—V веке во времена латинского писателя Аврелия Августина «Люцифер» ещё не стал общим именем для дьявола.
В то же время понимание стиха как метафоры, относящейся к царю Вавилона, продолжало существовать среди христиан. Так, в V веке Феодорит Кирский писал, что Исаия называет царя «утреннею звездой». Также в Раннем Средневековье это слово редко использовалось как имя дьявола по причине этимологической противоречивости — зло не может быть светоносным.
Некоторое время спустя эпитет «утренняя звезда» стал писаться с заглавной буквы как имя дьявола. Например, с заглавной буквы пишется это слово в Библии короля Якова, изданной в 1611 году: «How art thou fallen from heaven, O Lucifer, son of the morning!». Стих начинает ассоциироваться со стихом Евангелия от Луки: «Я видел сатану, спадшего с неба, как молнию» (Лк. 10:18).
В это время появляются знаменитые художественные произведения по христианской тематике: в начале XIV века поэма «Божественная комедия» Данте, в 1654 году — «Люцифер» Вондела, в 1667 — «Потерянный рай» Милтона. В «Божественной комедии» Люцифер описан как вмёрзший в лёд в самой глубине ада. Он имеет 3 пасти, и там грызёт предателей и изменников, из которых величайшие — Иуда Искариот, Брут и Кассий.
Таким образом, Lucifer стал синонимом сатаны и дьявола в церковной и популярной литературе.
В настоящее время ряд христианских деятелей, включая последователей движения «King James Only», считающих, что стих книги Исаии относится исключительно к дьяволу, осуждают современные переводы.
Тем не менее, в переводах Библии используются синонимы «утренней звезды», а не «Люцифер» как имя собственное. Таковы русские переводы и переводы на другие языки, включая французский, немецкий, португальский, испанский. В современных английских переводах слово переводится как «утренняя звезда», «дневная звезда», «Дневная звезда», «сияющий» или «сияющая звезда».
В комментарии «Толковая Библия» стихи трактуются относительно к царю, и отмечается, что «видеть здесь указание на будущее падение сатаны, кажется, нет никаких оснований». Джон Кальвин сказал: «Изложение этого отрывка, которое некоторые дали, как если бы оно ссылалось на сатану, возникло из-за невежества: поскольку контекст ясно показывает, что эти утверждения следует понимать в отношении царя вавилонян». Мартин Лютер, основатель лютеранства, также считал грубой ошибкой отсылать этот стих дьяволу.

## В других религиозных учениях
- Елена Блаватская в 1887 году основала теософский журнал «Lucifer», в первом выпуске которого заявила о просветительском и не связанном со злым образом Люцифера, ссылаясь на Библию[77]. В «Тайной доктрине» она также старалась обелить это имя и ассоциировала с восточными астральными мифами о Венере, в свойственной ей манере религиозного синкретизма, в частности: «Люцифер — Дух Носитель Озарения и Свободы Мысли»[78].
- В 1899 году вышла неоязыческая книга «Арадия, или Евангелие ведьм», заявленная как сборник фольклорных и магических практик группы итальянских ведьм и оказавшая существенное влияние на развитие Викки. В ней богиня Диана предстаёт как демиург, устанавливающая первоначальное разделение самой себя на тьму и свет. После появления Люцифера Диана соблазняет его, приняв обличье кошки, и вскоре рождает дочь Арадию. Диана и Люцифер движутся по небу, символизируя движения Луны и Венеры[79][80] В другом фрагменте Люцифер называется богом Солнца и Луны, богом Света, который так восхищался собственной красотой, что был изгнан из Рая[79]. Однако упоминание Люцифера в книге не нравилось викканам, они стремились отмежеваться от сатанизма[81]. В конце 1960-х «Арадия» исчезла из списков рекомендуемых книг, составлявшихся викканами для неофитов, и почти перестала цитироваться в свеженаписанных неоязыческих книгах. В некоторых современных течениях Викки, основанных на этой работе, фигура Люцифера опущена, а супругом Дианы называется вымышленное этрусское божество Тагни, Дианус или Янус[82][83].
- В учении «Живой этики» Е. И. Рерих 1924—1940-е годов представление о Люцифере вторит христианскому мнению: «Мы знаем лишь одного Хозяина Земли, или Князя мира сего, когда-то прекрасного Люцифера». В ранних произведениях Рерих продолжает называть его «Носитель Света», но связывает с материализмом и отделением от божественного сонма, а также с астрологическим влиянием Сатурна[84][85]. В послевоенных письмах 1949 и 1953 годов она писала, что «Люцифер и его цитадель Отравы и Зла уничтожены в прошедшем Армагедоне», «Враг изгнан из Солнечной системы», «Монада Люцифера унесена в „Тишину Молчания“ до будущей Солнечной Манвантары»[85].
- В книге Даниила Андреева «Роза мира» 1958 года Люцифер — великий демон, богорождённая монада, поднявшая бунт против замысла Бога.
- Антон Шандор Лавей в своей «Сатанинской библии» 1969 года привёл следующее описание: «Люцифер — (лат.) носитель света, просвещения, утренняя звезда, Властелин воздуха и Востока», и озаглавил четверть книги «Книга Люцифера»[86]. Религиовед Джеймс Льюис считает, что «подавляющее число сатанистов» рассматривают сатану именно в качестве символа, архетипического образа, неперсонализированную природную силу (ср. равновесный принцип Лавея) или какой-либо иной «антитеистический» концепт[87].
- Иногда Люцифер ассоциируется с Прометеем древнегреческой мифологии — титаном, который дал людям огонь, украв его у богов, за что был прикован к скале[88][89].
- Люцифера часто ассоциируют с Сатаной, хотя изначально Люцифер появился из-за некорректного перевода книги пророка Исайи, а Сатана как конкретный ангел впервые упомянут в книге пророка Захарии, и там Сатана упоминается как обвинитель небес, а не правитель Ада. Кроме того, книга пророка Исайи была написана приблизительно в 500-х годах до н.э., а книга пророка Захарии в 700-х, разница во времени между упоминанием Сатаны и Люцифера была около 200 с лишним лет. Слово «Люцифер» отсылалось в адрес не ангела, а царя Вавилона, то есть там не было и речи о падшем ангеле, а Сатана был упомянут лишь как Ангел Обвинитель. Обе книги с их упоминанием входили в состав Танаха (еврейской библии), а также созданного из Танаха Ветхого Завета.